# Diplocentrus hoffmanni
Espèce
Diplocentrus hoffmanni est une espèce de scorpions de la famille des Diplocentridae.

## Distribution
Cette espèce est endémique de l'État d'Oaxaca au Mexique. Elle se rencontre vers Santiago Tenango, Magdalena Mixtepec, San Francisco Telixtlahuaca et San Pablo Villa de Mitla.

## Description
Le mâle holotype mesure 50,40 mm et la femelle paratype 53,05 mm.

## Étymologie
Cette espèce est nommée en l'honneur de Carlos Christian Hoffmann.

## Publication originale
- Francke, 1977 : Scorpions of the genus Diplocentrus from Oaxaca, Mexico (Scorpionida, Diplocentridae). Journal of Arachnology, vol. 4, no 3, p. 145-200 (texte intégral).